# Trachyrhamphus bicoarctatus
Trachyrhamphus bicoarctatus är en fiskart som först beskrevs av Bleeker, 1857.  Trachyrhamphus bicoarctatus ingår i släktet Trachyrhamphus och familjen kantnålsfiskar. Inga underarter finns listade i Catalogue of Life.